# 鍾偉强 (政治人物)
鍾偉，JP（1966年—），香港創科業界人士，前任創新及科技局副局長，擁有博士學位。

## 簡歷
鍾偉强先後獲得倫敦帝國學院電腦工程學士學位、香港中文大學企業管理研究生文憑、香港公開大學工商管理碩士學位和香港城市大學工程管理博士學位。其後，他投身資訊科技管理和創業發展工作。鍾偉强曾任職多間科技公司。他在2004年3月加入香港數碼港管理有限公司，負責推進資訊科技基礎設施和培育創業者等工作，在2016年2月離任時位至技術總監。鍾偉强亦曾任香港電腦學會理事會成員、消費者委員會資訊科技專家諮詢小組召集人、粵港雲計算服務和標準專家委員會成員等多項職務。鍾偉强亦曾於2013年獲頒「中國最傑出五大CIO」獎項。
鍾偉强在2016年1月獲政府委任為創新及科技局副局長，並於同年3月1日上任。鍾偉强作為資訊科技界專才，在業界很活躍，行政經驗亦豐富，因此獲得局長楊偉雄的邀請。此外，立法會資訊科技界議員莫乃光亦表示，鍾偉强和楊偉雄在數碼港共事多年，鍾偉强的技術背景比楊偉雄還高，相信鍾可以填補楊偉雄的不足。他又指，鍾偉强在業界形象政治中立，能對創新及科技局的工作發揮積極作用。2017年8月，鍾偉强再獲新一屆政府續任，於同月2日繼續其副局長任期。